# Pesnjary
Pesnjary (Russisch: Песняры, Wit-Russisch: Песьняры) is een legendarische muziekgroep uit Wit-Rusland, die ontstond op 1 september 1969. Toen lanceerde de staatsplatenmaatschappij van de Sovjet-Unie, Melodija, hun eerste plaat, die ook Pesnjary heette. Hiervoor waren ze bekend onder de naam Ljavony. In de loop van de decennia speelden vele verscheidene zangers en artiesten mee in Pesnjary, maar de aanvoerder bleef altijd dezelfde: Vladimir Moeljavin. Na zijn tragische dood in 2002 (een ernstig wagenongeluk) beweerden vier verschillende bands de rechtmatige opvolgers te zijn van de originele Pesnjary, die in het Sovjettijdperk de bekendste Wit-Russische band waren. De band had een breed repertorium, maar het grootste deel van hun muziek was gebaseerd op de Wit-Russische folklore, hoewel vaak met enkele rockelementen (mogelijk onder invloed van bands als Jethro Tull, Yes en Emerson, Lake & Palmer). Ze waren een van de weinige (en misschien zelfs eerste) Sovjetbands die in Amerika toerden (1976). Samen met de folkband New Christy Minstrels toerden ze in het zuiden van de Verenigde Staten. 1974-1980 wordt beschouwd als het gouden tijdperk van de groep, omdat ze toen op hun hoogtepunt van populariteit waren in Wit-Rusland en andere republieken van de Sovjet-Unie.

## Albums
- Ты мне весною приснилась (Ik droomde in de lente van jou) - 1971
- Олеся (Olesja) - 1974
- Явор и калина (De esdoorn en de Gelderse roos) - 1978
- Перепелочка (Het kwarteltje) - 1978
- Гусляр (De luitspeler) - 1979
- Зачарованная моя (Mijn betoverde) - 1983
- Через всю войну (Gedurende de hele oorlog) - 1985
- Песняры — 25 лет (Pesnjary — 25 jaar) - 1994